# Catocala fuscinupta
Catocala fuscinupta là một loài bướm đêm trong họ Erebidae.